# Desulfurococcus mobilis
Desulfurococcus mobilis es una arquea perteneciente a la familia Desulfurococcaceae. D. mobilis es un termófilo extremo, capaz de vivir en ambientes que se encuentran a temperaturas de 97 °C y a pHs comprendidos entre 2,2 y 6,5. Este arquea tiene un rango de tamaños que va desde las 0,5 a las 10 micras, y se encuentra cubierta con una proteína única, organizada en una matriz tetragonal que forma una malla de unidades en forma de cruz.
Es un organismo anaerobio y depende del azufre para su respiración. D. mobilis se encuentra en manantiales solfatáricos (volcánicos y emisores de azufre) y es comúnmente aislado en estas condiciones en Islandia.
Su habilidad para sobrevivir en condiciones extremas hace de este arqueonte un recurso extremadamente valioso para su uso en biotecnología, ya que de este organismo pueden aislarse enzimas termoestables y termoactivas, tales como la enzima de restricción I-Dmol.
Como un hecho curioso, el primer intrón de ARNr procariótico conocido fue descubierto en D. mobilis, ayudando a descubrir indicios sobre las relaciones evolutivas entre archaea, bacteria y eukaryota. Adicionalmente, este organismo se reconoce como no patogénico.

## Estructura del genoma
D. mobilis contiene un único cromosoma circular y no posee plásmidos conocidos. Aún no se ha secuenciado el genoma de D. mobilis, sin embargo si se conoce la secuencia de genes de su pariente más cercano Desulfurococcus mucosus el cual contiene un genoma de 1,3 millones de pares de bases. Posee un intrón de 622 pb en el interior del gen del ARNr 23s con un sitio de splicing en el dominio IV.

## Estructura celular, metabolismo y ciclo de vida
Este organismo es un organótrofo y posee un metabolismo anaerobio estricto. Produce energía por medio de la fermentación de péptidos. Su crecimiento es dependiente de la reducción del azufre y resulta inhibido en presencia de gas hidrógeno. Puede ser identificado por su forma de coco y su distintiva y única cubierta proteica.
El exterior del organismo se encuentra cubierto con una superficie irregular de glicoproteínas. Etas proteínas forman un entramado que se compone de unidades en forma de cruz. Se piensa que esta capa de proteínas funciona como un tamiz molecular que media la adsorción de moléculas pequeñas a medianas (> 700kd). Además, la capa de proteína es flexible, y posiblemente funciona como un exoesqueleto para ayudar contra el estrés osmótico.

## Ecología
D. mobilis se encuentra en manantiales calientes solfatáricos. También en fumarolas, y en otras grietas o aberturas de la corteza terrestre que emitan gases de azufre y vapor de agua. La tempreratura en estas fumarolas puede alcanzar fácilmente los 97 °C. Ha sido aislado en partes de Islandia y dentro de los Estados Unidos.
Su contribución al medio ambiente no se encuentra bien documentada, sin embargo se piensa que no resulta patogénico hacia ningún organismo. Por otro lado, este arqueonte es hospedador del Rudivirus. Este virus se caracteriza por su forma de barra, con un genoma de ADN bicatenario. Mayormente ocupa el mismo ambiente que D. mobilis, sin embargo las interacciones entre el virus y su hospedador aún no son bien conocidas. El Rudivirus sigue un ciclo lítico de replcación viral degradando el cromosoma de la célula hospedadora cuando se ensambla dentro del citoplasma.

## Características de interés
A pesar de que se conoce muy poco sosbre estos organismos, los científicos han explotado en gran medida la utilidad de la enzima I-Dmol de Desulfurococcus mobilis por sus aplicaciones en biotecnología. I-Dmol es una meganucleasa, es decir una enzima de restricción natural que es capaz de escindir enlaces fosfodiéster sobre un sitio de restricción específico ya sea en moléculas de ADN o de ARN.
El sitio de reconocimiento para I-Dmol tiene 25 pb de longitud y es extremadamente específico, al punto que suele aparece sólo una vez en cualquier genoma dado. La enzima se utiliza en biotecnología porque es capaz de actuar como unas "tijeras moleculares" capaces de eliminar o modificar una secuencia genómica en un gran número de maneras diferentes. Esto resulta de particular importancia en la ingeniería de genomas y en la terapia génica. En el año 2008, un grupo de científicos descubrió una forma de alterar el sitio activo de esta enzima para que sea capaz de ientificar y escindir diferentes sitios de restricción. Las implicaciones de la reingeniería de I-Dmol son asombrosas, ya que podría ser utilizada en terapia génica, y como una forma de remover ADN viral indeseable de un sistema hospedador.